# Hydroptila asymmetrica
Hydroptila asymmetrica är en nattsländeart som beskrevs av Kumanski 1990. Hydroptila asymmetrica ingår i släktet Hydroptila och familjen smånattsländor. Inga underarter finns listade i Catalogue of Life.